# 454 TCN
454 TCN là một năm trong lịch La Mã.